# Gledug
Gledug is een bestuurslaag in het regentschap Blitar van de provincie Oost-Java, Indonesië. Gledug telt 3032 inwoners (volkstelling 2010).